# Somnath-Tempel

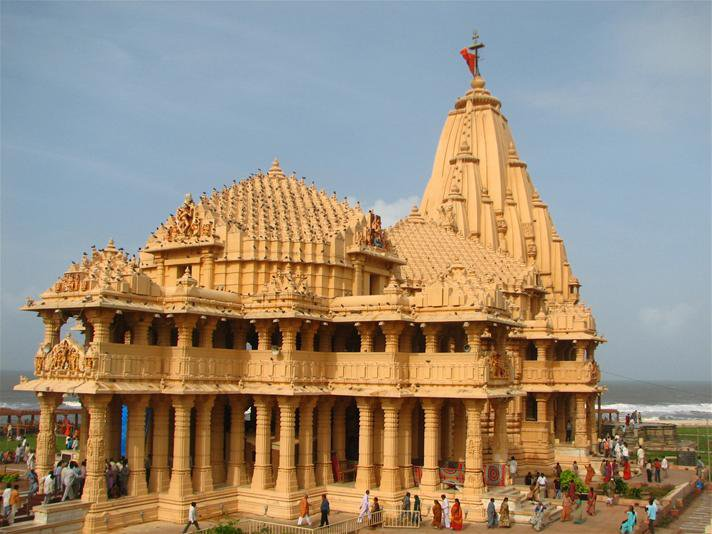
Somnath-Tempel (2010)

Der Somnath-Tempel (Gujarati:સોમનાથ મંદિર) in dem gleichnamigen Ort nahe der Stadt Veraval auf der Halbinsel Kathiawar/Saurashtra, an der Südwestküste von Gujarat, Indien, gilt als der heiligste der zwölf Jyotirlinga-Schreine des Gottes Shiva. Somnath heißt: „Schützer des Mondgottes“. Der Tempel wurde sechs Mal zerstört und ebenso oft wieder errichtet, zuletzt in den Jahren 1950 bis 1953 nach Erlangung der indischen Unabhängigkeit.

## Lage
Der ca. 100 km (Fahrtstrecke) südlich der Stadt Junagadh gelegene Tempel liegt in unmittelbarer Nähe zur Arabischen See – eine für indische Tempel insgesamt eher ungewöhnliche Lage, wenngleich auch einige wenige andere bedeutende historische Tempel in Küstennähe erbaut wurden: z. B. der Küstentempel in Mamallapuram (um 700), der Jagannath-Tempel in Puri (um 1150) oder der Sonnentempel von Konark (um 1250).

## Geschichte

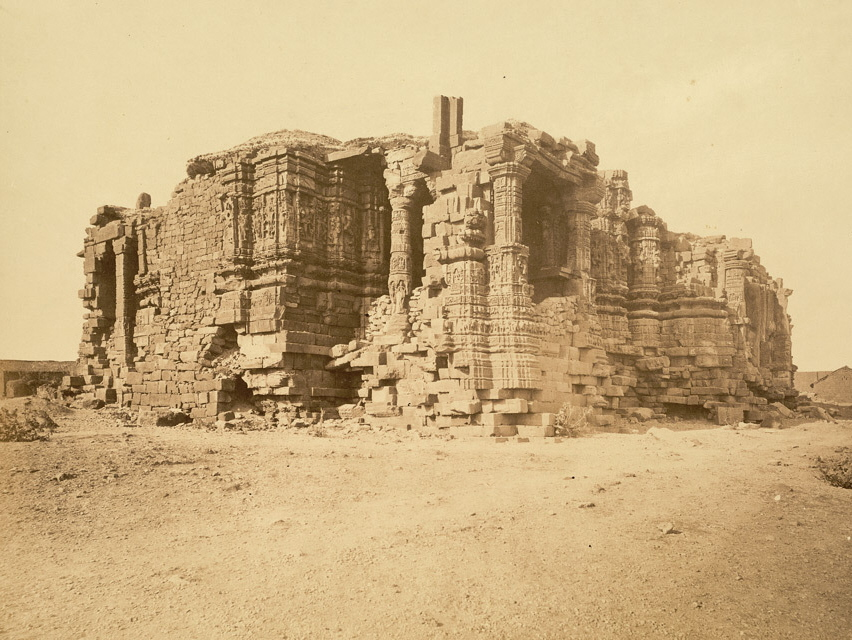
Somnath-Tempel (1869)

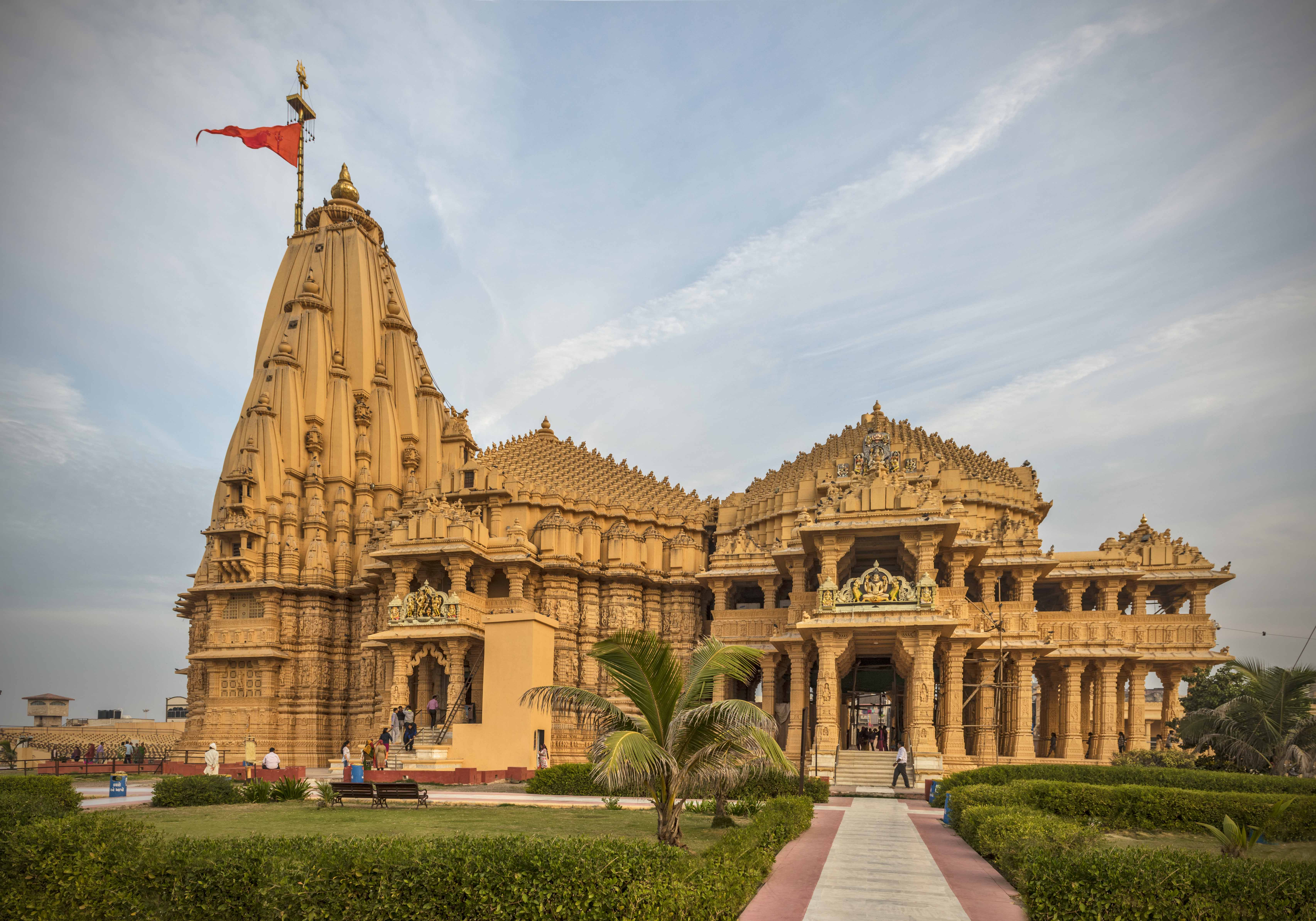
Somnath-Tempel (2018)

Der erste Tempel von Somnath soll aus der Zeit vor Christi Geburt stammen. Der zweite, errichtet von der Yadava-Dynastie von Vallabhi, ersetzte ihn um das Jahr 649. Im Jahr 725 ließ ihn Junayad, der arabische Gouverneur von Sindh, zerstören. König Nagabhata II von Gujarat ließ einen neuen Tempel um das Jahr 815 errichten.
Eine weitere Zerstörung erfolgte im Jahr 1024 durch Mahmud von Ghazni, der dafür in der islamischen Welt viel Lob erhielt. Ein neuerlicher Wiederaufbau erfolgte in den Jahren 1026 bis 1042, gefolgt von der neuerlichen Zerstörung im Jahr 1297 durch die Armee von Sultan Ala ud-Din Khilji.
Mahipala Deva, König von Saurashtra ließ das Heiligtum im Jahr 1308 wieder aufbauen; unter Muzaffar Shah I., dem 1. Sultan von Gujarat, wurde es 1394 wieder zerstört. Weitere Zerstörungen erfolgten in den Jahren 1413, 1451 und um 1665, letztere durch den Mogulkaiser Aurangzeb. Aurangzeb ließ an seiner Stelle unter Verwendung von Material aus dem Tempel eine Moschee errichten, die aber in der Folgezeit kaum in Gebrauch und Funktion war. Die Marathen-Königin Ahilyabai Holkar von Indore ließ im Jahr 1783 neben dieser Moschee einen neuen Tempel errichten. Ab 1812 stand die Region wieder unter der Herrschaft muslimischer Herrscher, zuletzt – zur Zeit Britisch-Indiens – regierten die Nawabs von Junagadh.
Nach Erlangung der Unabhängigkeit besuchte der führende Kongresspolitiker und erste indische Innenminister und Vallabhbhai Patel, ein gebürtiger Gujarati, Junagadh und kündigte in einer Rede am 12. November 1947, dem Tag des hinduistischen Diwali-Festes den Wiederaufbau des Tempels an. Dieser begann am 8. Mai 1950.
Die Moschee wurde um einige Kilometer versetzt. Premierminister Jawaharlal Nehru missbilligte diese Aktion eines hinduistischen Aktivismus, doch wesentliche Proteste von muslimischer Seite gab es nicht, da die Stätte von den Muslimen nicht als heilig betrachtet wurde.

## Architektur und Skulptur
Der auf einer Sockelzone sich erhebende Tempel besteht aus einer fünfportaligen zweigeteilten und zweigeschossigen Vorhalle (mandapa) mit mehrfach gestuften Pyramidendächern und der von einem im oberen Teil eher schmucklosen Shikhara-Turm bekrönten Cella (garbhagriha). Lediglich im unteren Teil des Tempels sind einige Originalreste von Skulpturen und Ornamenten erhalten; anderes wurde ergänzt.